# Лі Ю Хьон
Лі Ю Хьон (кор. 이유형, нар. 21 січня 1911, Сінчхон — пом. 29 січня 2003, Сеул) — південнокорейський футболіст, що грав на позиції півзахисника. По завершенні ігрової кар'єри — тренер, відомий роботою зі збірною Південної Кореї, на чолі якої став переможцем історичного першого розіграшу Кубка Азії.

## Клубна кар'єра
Народився 1911 року у Корейському генерал-губернаторстві, що входило до території Японської Імперії. Грав у японських турнірах за команду «Кейдзьо», що представляла сучасний Сеул.

## Виступи за збірні
1940 року провів одну гру у складі національної збірної Японії.
Після утворення Південної Кореї і визнання її збірної з боку ФІФА почав залучатися до її лав. Був учасником одного з перших матчів цієї команди на початку 1949 року.

## Кар'єра тренера
З другої половини 1940-х років брав активну участь у становленні Корейської футбольної асоціації, яка увійшла до ФІФА 1948 року. Входив до її виконавчого комітету, неодноразово був його головою.
1954 року уперше став головним тренером збірної Південної Кореї. Згодом обіймав цю посаду протягом 1956–1958 років. Зокрема керував її діями на історичному першому розіграші Кубка Азії 1956 року, у Гонконзі, де південнокорейці не зазнали жодної поразкі і стали першими чемпіонами Азії.
Згодом тренував національну команду 1961 року, а також на Кубку Азії 1964 року, де його команда здобула «бронзу».
Востаннє входив до керівництва національної футбольної асоціації 1968 року.
Помер 29 січня 2003 року на 93-му році життя у місті Сеул.

## Статистика виступів

### Матчі за збірні
| Дата      | Місто     | Господарі | Результат | Гості     | Турнір           | Голи | Примітки |
| --------- | --------- | --------- | --------- | --------- | ---------------- | ---- | -------- |
| 16-6-1940 | Нісіномія | Японія    | 1 – 0     | Філіппіни | товариський матч | -    |          |
| Усього    |           | Матчів    | 1         |           | Голів            | 0    |          |

| Дата     | Місто   | Господарі      | Результат | Гості | Турнір           | Голи | Примітки |
| -------- | ------- | -------------- | --------- | ----- | ---------------- | ---- | -------- |
| 2-1-1949 | Гонконг | Південна Корея | 2 – 3     | Китай | товариський матч | -    |          |
| Усього   |         | Матчів         | 1         |       | Голів            | 0    |          |

## Титули і досягнення
- Срібний призер Азійських ігор: 1954